# Стародубцева, Анастасия Исаковна
Анастаси́я Исаковна Староду́бцева (20 декабря 1914, Кировская область — 4 ноября 1997) — доярка совхоза «Круглыжский» Свечинского района Кировской области.

## Биография
Родилась 20 декабря 1914 года в деревне Поляны в крестьянской семье. Русская. Рано осталась без матери, отец женился второй раз. Семья стала большая — 14 человек. Учиться не пришлось. С 9 лет познала крестьянский труд, трудилась в единоличном хозяйстве отца.
Когда вышла замуж, переехала в село Круглыжи. Одной из первых вступила в сельхозартель, затем в колхоз. Работала на конной жатке и сенокосилке. В годы Великой Отечественной войны приходилось выполнять все мужские работы: днем косила, убирала хлеб, ночью увозил урожай на хлебосдачу. Более 15 лет проработала машиновожатой на сенокосилке.
С 1955 года начала работать на Круглыжской молочно-товарной ферме. На ферме применялись новые приёмы в уходе и содержании животных: ночная пастьба, дрожжевание концентратов. Ферма по надоям молока на протяжении ряда лет держала первенство в районе. Уже в 1960 году надои молока от закреплённой коровы в группе Стародубцевой составили 3555 кг, в 1962 году — по 3631 кг.
В 1964 году А. И. Стародубцева возглавила соревнование «за большое молоко», её имя стало широко известно в области. В 1964 году надой от каждой коровы составил в среднем выше 3700 кг. От отдельных коров надаивала до 16-18 кг в день, от группы из 11 коров надаивала до 168 кг в день.
Указом Президиума Верховного Совета СССР от 22 марта 1966 года за достигнутые успехи в развитии животноводства, увеличении производства и заготовок мяса, молока, яиц, шерсти и другой продукции Стародубцевой Анастасии Исаковне присвоено звание Героя Социалистического Труда с вручением ордена Ленина и золотой медали «Серп и Молот».
В 1969 году вышла на пенсию, но ещё 10 лет продолжала трудиться на ферме. В общем более 40 лет проработала дояркой.
Избиралась депутатом Кировского областного Совета народных депутатов, депутатом сельсовета, членом райкома партии.
Жила в селе Круглыжи Свечинского района. Скончалась 4 ноября 1997 года.
Награждена орденом Ленина, медалями.

## Комментарии
1. ↑  Деревня Поляны, относившаяся к Черновской волости Котельничского уезда, в последующем входила в состав Половинского сельсовета Черновского района; не сохранилась, ныне — территория Свечинского района Кировской области[1].